# Tutubaba
Tutubaba (Tutu Baba) ist eine osttimoresische Aldeia im Suco Aidabaleten (Verwaltungsamt Atabae, Gemeinde Bobonaro). 2015 lebten in der Aldeia 1531 Menschen.

## Geographie

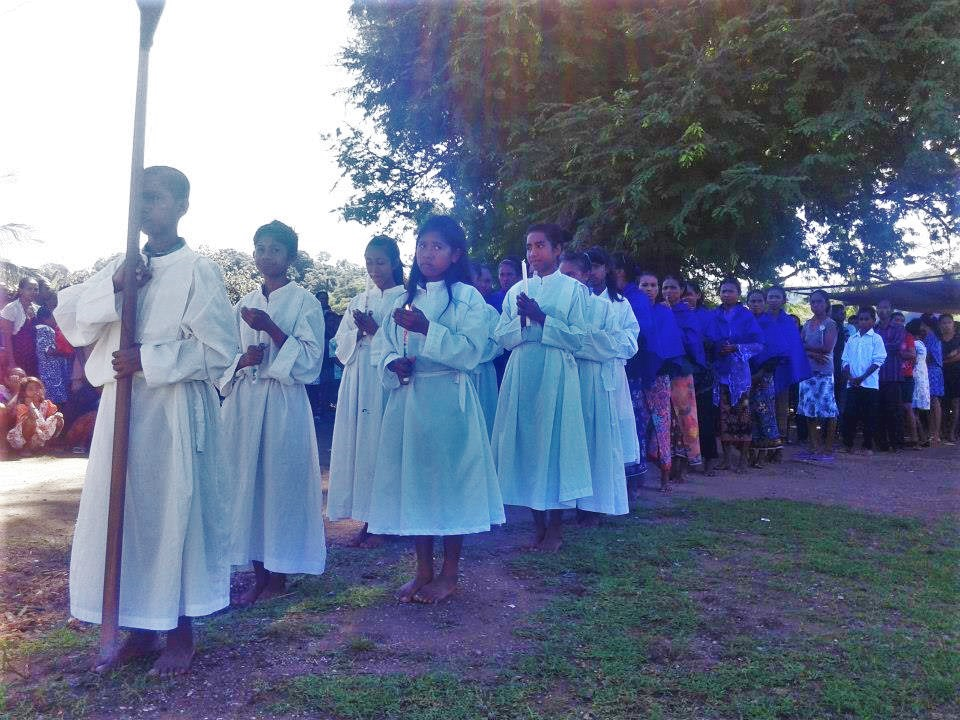
Karfreitagsprozession im Küstenort Aidabaleten

Tutubaba liegt im Norden des Sucos Aidabaleten. Nördlich befindet sich die Aldeia Tasi Mean und südlich die Aldeia Sulilaran. Im Osten grenzt Tutubaba an den Suco Rairobo und im Westen erstreckt sich die Sawusee. Der Fluss Berita bildet die Nordgrenze. Er mündet nördlich des Küstenortes Aidabaleten. Er teilt sich in die Ortsteile Talilaran, Merdeka, Fatumolin, Malarara und Fatulagung auf. Der Ortsteil Malebauk befindet sich nördlich des Beritas in der Aldeia Tasi Mean. Südlich des Ortes mündet der Fatumolin in die Sawusee. Er bildet sich weiter östlich aus dem Zusammenfluss von Fatuburu und Hatabluturo.
In Aidabaleten (Atabae) befindet sich der Sitz des Verwaltungsamtes, des Sucos und der Aldeia. Außerdem steht hier eine Station der Nationalpolizei, zwei Grundschulen, eine Prä-Sekundarschule und die Kirche São Francisco de Assis.

## Geschichte
Das Reich von Cotubaba (heute Tutubaba) produzierte bereits in der zweiten Hälfte des 19. Jahrhunderts Kaffee in größeren Mengen. Exportiert wurde er über den Hafen von Atapupu weiter westlich, der in unter niederländischer Oberhoheit stand. Nach der ersten Grenzziehung auf Timor zwischen den Niederlanden und Portugal waren Cotubaba und die benachbarten Reiche von Maubara und Cowa für die Portugiesen ein ständiger Unruheherd. Portugiesische Berichte beschuldigten niederländische Missionare als Unruhestifter. Außerdem war Cotubabas Herrscher Alexandre da Costa Mendes (1868–1896) von den Niederländern in ihrem Hauptort Kupang ausgebildet worden und konnte in Malaiisch lesen und schreiben.
Bereits 1865 kam es in Cotubaba zu einem Überfall von Kriegern auf portugiesische Truppen. Cowa und Balibo schlossen sich dem Aufstand an. Portugal reagierte mit dem Beschuss der Küste durch die 13 Geschütze der Dampfschiffkorvette Sá de Bandeira.
1893 rebellierten die Herrscher von Atabae und Maubara. Cotubaba stellte sich an die Seite von Portugal und erhielt daher auch Entschädigungen in Form von Geld, Büffeln und Schweinen von Atabae, als es am 14. Juli kapitulierte. 1894 begann Portugal eine Offensive im Westen ihres Herrschaftsgebiets gegen die rebellischen Herrscher. Dabei wurde in Cowa im September 1895 ein portugiesisches Expeditionskorps komplett von den Timoresen aufgerieben. Bei der Vergeltungsaktion durch Gouverneur José Celestino da Silva wurde der Ort Cotubaba den Erdboden gleichgemacht und jeder Einwohner, der nicht fliehen konnte, getötet. Dom Alexandre da Costa Mendes und zahlreiche andere Kemak flohen in das niederländische Westtimor und ließen sich in Fatukmetan (Desa Kenebibi, Regierungsbezirk Kakuluk Mesak), vier Kilometer östlich von Atapupu nieder. 1897 erklärten die Portugiesen das Reich von Cotubaba für aufgelöst.
Herrscher von Cotubaba
- Dom António da Costa (1726–1731)
- unbekannter Name (?–1754)
- Manuel da Costa (1760)
- Dom José Tavares da Costa (etwa 1769)
- Dom Francisco da Costa (1815)
- Dom José da Costa (1854)
- Dom Alexandre da Costa Mendes, Mau Mali (1868–1896)

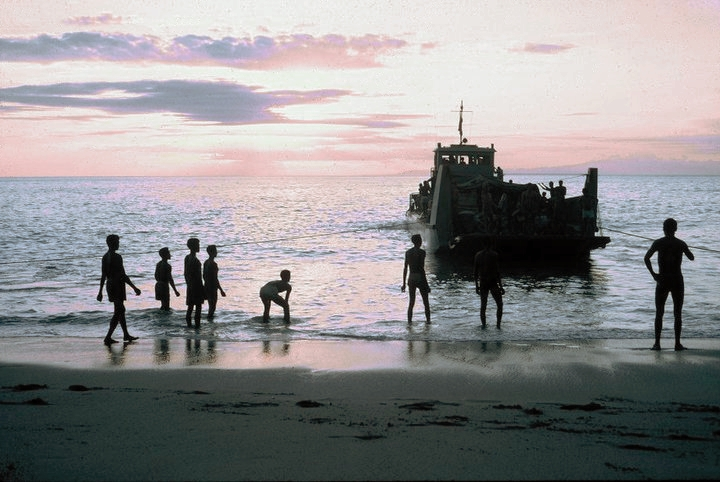
Das portugiesisches Landungsboot Loes an der Küste von Atabae (1970)

Ab Oktober 1975 nutzten indonesische Truppen das Chaos vor dem Abzug der portugiesischen Kolonialherren in Osttimor und besetzten nach und nach die Kreise Bobonaro, Cova Lima und Oe-Cusse Ambeno. Noch Anfang November leisteten Kämpfer der FRETILIN unter Aquiles Freitas Soares in Atabae Widerstand. Ab Mitte November beschossen die Indonesier Aidabaleten von See aus. Am 26. November stellten die Osttimoresen den Widerstand ein und die Indonesier besetzten den Ort am Morgen des 28. Novembers. Daraufhin entschloss sich die FRETILIN am selben Tag die Unabhängigkeit Osttimors zu erklären, in der Hoffnung, dass die Vereinten Nationen das neue Land anerkennen und unterstützen würden. Die Hoffnung erfüllte sich nicht. Osttimor wurde völkerrechtswidrig komplett annektiert und erlangte erst wieder 2002 seine Unabhängigkeit.
Am 11. Dezember 2000 wurde ein australischer Soldat der INTERFET in Aidabaleten durch eine Explosion verletzt. Als Täter vermutete man eine pro-indonesische Miliz.

## Politik
2023 wurde Afonso Florentino zum Chefe de Aldeia gewählt.